# Pleskanka mexická

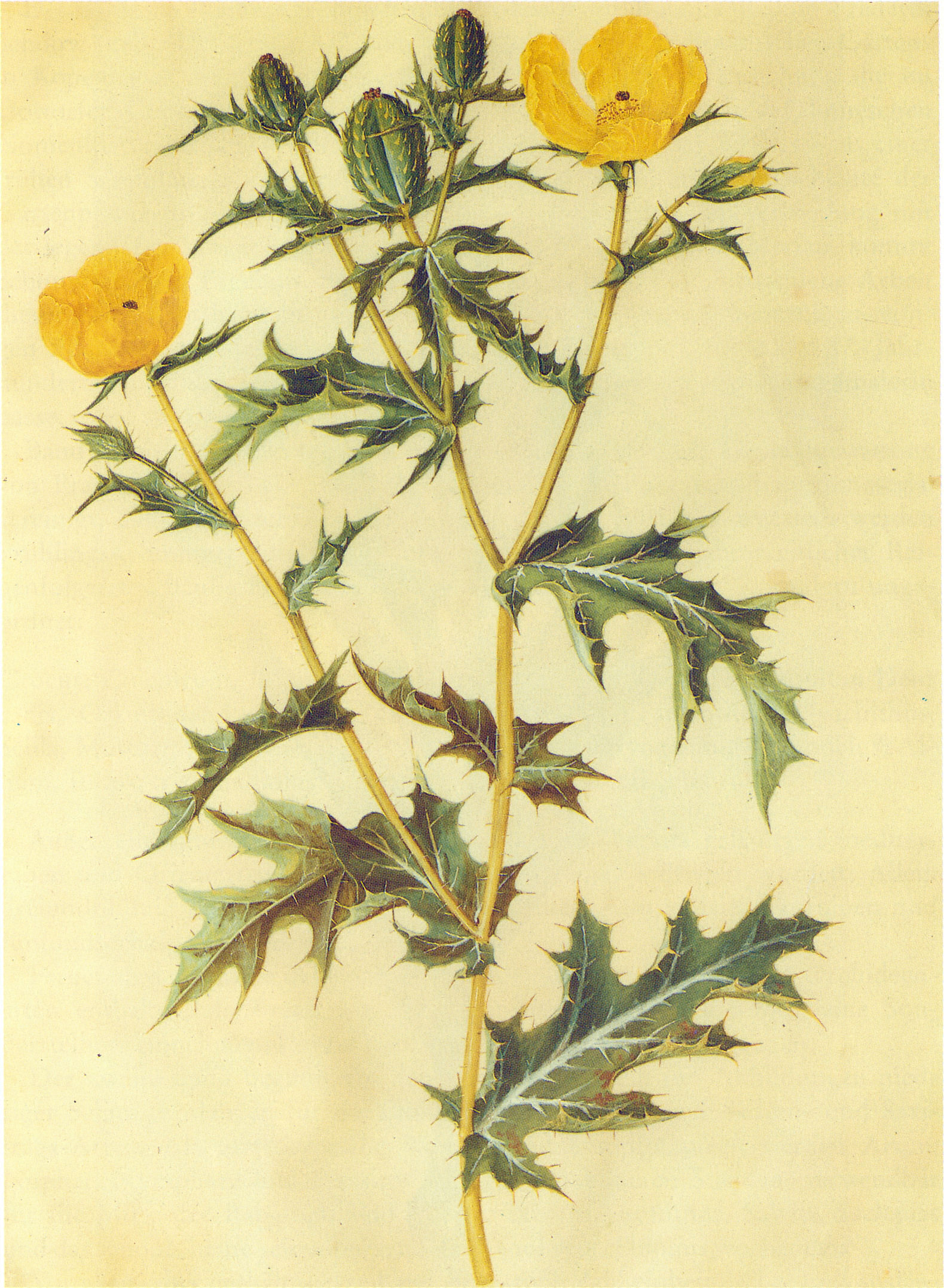
Zobrazení pleskanky mexické

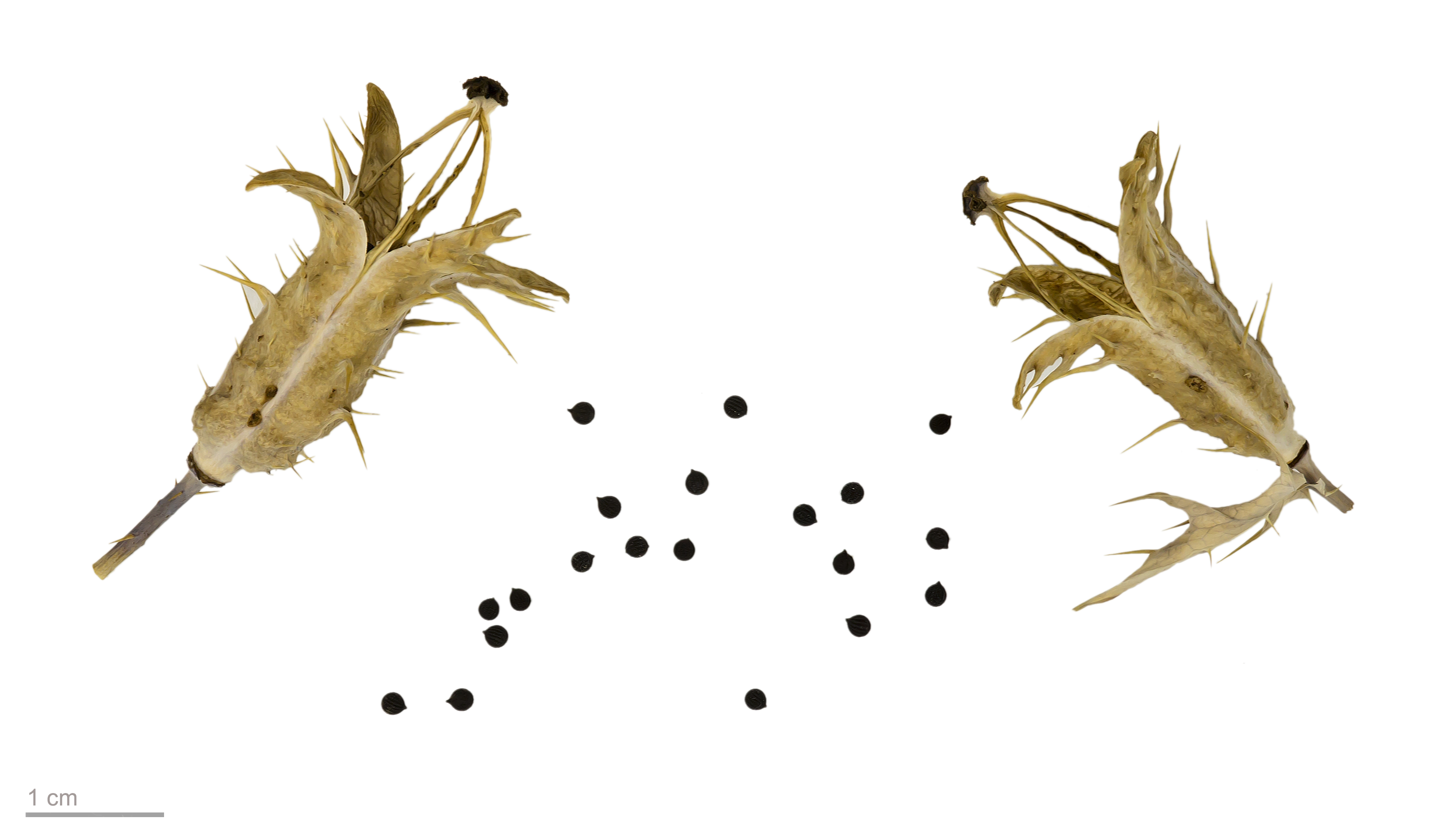
Argemone mexicana

Pleskanka mexická (Argemone mexicana) je výrazně ostnatá, jednoletá rostlina, druh nevelkého rodu pleskanka z čeledi makovitých.
Tato bylina je původem středo a jihoamerická; pochází z jihu Spojených států amerických, Mexika, ostrovů Karibiku, ze Střední Ameriky a severovýchodu a severozápadu Jižní Ameriky. Pro své květy a nenáročnost byla poměrně snadno a rychle rozšířena téměř do všech tropických a teplých oblastí mírného pásma, pěstuje se nebo sama vyrůstá na všech obydlených kontinentech.
Byla také ze Střední Ameriky zavlečena do České republiky, kde je považována za příležitostně se vyskytující neofyt. Ve volné přírodě byla poprvé pozorována roku 1965.

## Ekologie
Je rostlinou na půdu i klimatické prostředí nenáročnou, samovolně vyrůstá v celé škále stanovišť, od vysýchavých až suchých, přes polosuché až po příležitostně zaplavované, vyskytuje se v nadmořské výšce od hladiny moře až po 3000 m. Nezřídka obsazuje prostory dotčené lidskou činností, lze ji spatřit na skládkách, rumištích, polních úhorech, zanedbaných polích a vinicích, pastvinách, afrických savanách, okolo cest i na obdělávaných polích.

## Popis

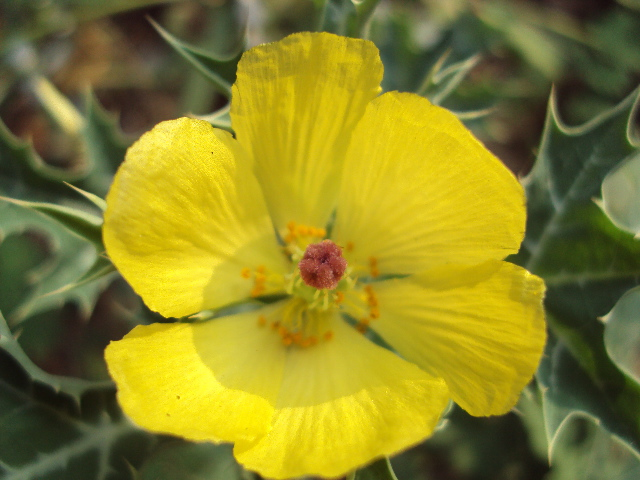
Květ pleskanky mexické

Jednoletá, dlouze kvetoucí bylina s přímou, jednoduchou nebo jen chudě rozvětvenou lodyhou, 30 až 80 cm vysokou se žlutohnědými ostny. Listy má střídavé, bazální krátce řapíkaté a lodyžní přisedlé a objímavé, 5 až 20 cm dlouhé a 3 až 8 cm široké. Jejich čepele jsou obkopinaté až eliptické, šedozelené se světlými žilkami a po obvodě jsou zpeřeně dělené do vlnitých, hrubě zubatých, ostnitých laloků s ostrými vrcholy.
Květy 4 až 8 cm velké vykvétají jednotlivě z hranatých poupat. Oboupohlavné, miskovitě rozprostřené květy s listeny a krátkými stopkami mají trojčetný kalich s člunkovitými, 1 cm dlouhými plátky a šest široce vejčitých, nahoře zaoblených, překrývajících se, sytě žlutých korunních plátků velkých až 3 cm. V květu je 30 až 50 tyčinek se žlutými nitkami a úzkými prašníky. Eliptický semeník velký až 10 mm má krátkou čnělku s tmavě červenou, vícelaločnou bliznou. Je diploidním druhem 2n = 28.
Plodem je eliptická, někdy obloukovitě zahnutá, ostnatá tobolka 3 až 5 cm dlouhá se suchou čnělkou. Otvírá se třemi až šesti chlopněmi a obsahuje asi 2 mm kulovitá semena bohatá na olej.

## Rozmnožování
Pleskanka mexická se rozmnožuje výhradně semeny, která mají různou délku dormance, od několika týdnů po mnoho měsíců, v semenné bance v půdě vydrží i několik let. Mohutnější rostlina může vyprodukovat 60 až 90 tobolek a z nichž každá obsahuje po 300 až 400 semenech. Většina semen vypadá v blízkosti rostliny a vytvářejí tak koberec semenáčů. Po okolí se mohou rozptylovat po deštích povrchovou vodou nebo u rostlin rostoucích blízko vodních toků vodou tekoucí.

## Význam
Rostliny jsou považované za nepříjemný, rychle se šířící toxický plevel. Na pastvinách se jim pasoucí se zvířata vyhýbají, ale mohou se otrávit senu. Z kulturních plodin nejvíce zapleveluje porosty obilnin, luštěnin, kukuřice, bavlny, tabáku, cukrové třtiny i brambor. Ovčí vlna se zapletenými pichlavými plody je hodnocená jako méně kvalitní. Námezdní sběrači za ruční sběr nízkorostoucích plodin na polích porostlých tímto pichlavým plevelem požadují příplatky za obtížnou práci.
Kořeny vylučují alelopatické látky, které brání vyklíčit semenům v okolní půdě. Rostliny obsahují kyselinu benzoovou, kyselina linolovou, kyselina myristovou, kyselina olejovou, kyselinu skořicovou, alkaloidy berberin, chelerytherin, optisin, protopin, sarguinarin a další látky.
Ze semen se lisuje olej užívaný pro svícení, k výrobě mýdla a napouštění dřeva pro ochranu proti termitům, pro savce je téměř nepoživatelný a při konzumaci většího množství způsobuje úmrtí.
V zahradách bývá pro své květy pleskanka mexická občas vysazována jako nenáročná, okrasná rostlina. Někdy se vysévá na ladem ležící, suchou, alkalickou a málo úrodnou půdu pro její zúrodnění, zelený porost obsahující mnoho dusíku, fosforu a draslíku se těsně před kvetením pokosí a zaoře. Místně se roztřepenými konci lodyh tlumí bolesti zubů nebo se prášek ze semen přidává do piva nebo čaje pro navození pocitu opojení. K léčebným účelům se již nepoužívá.

## Galerie

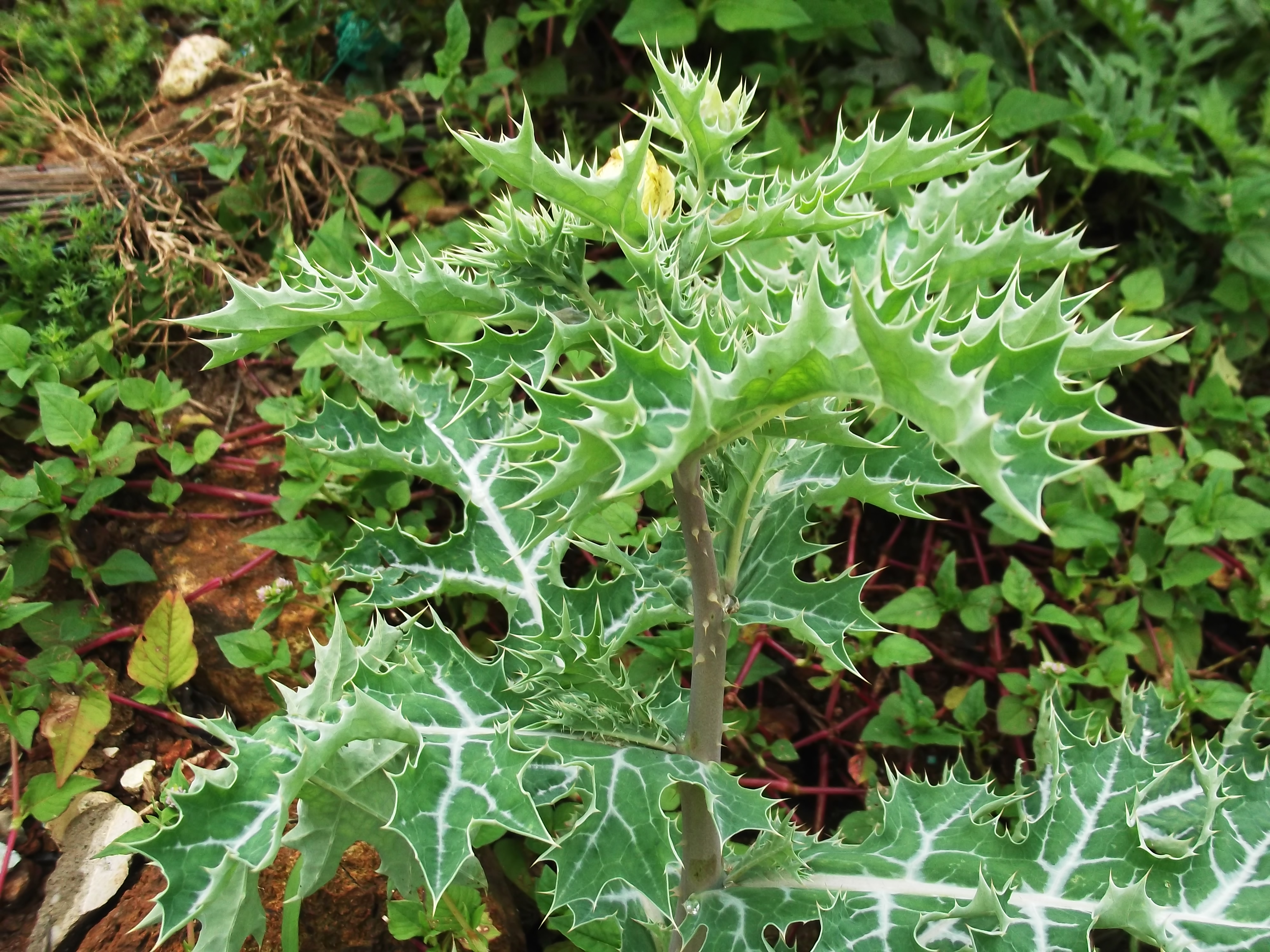
Lodyha a listy
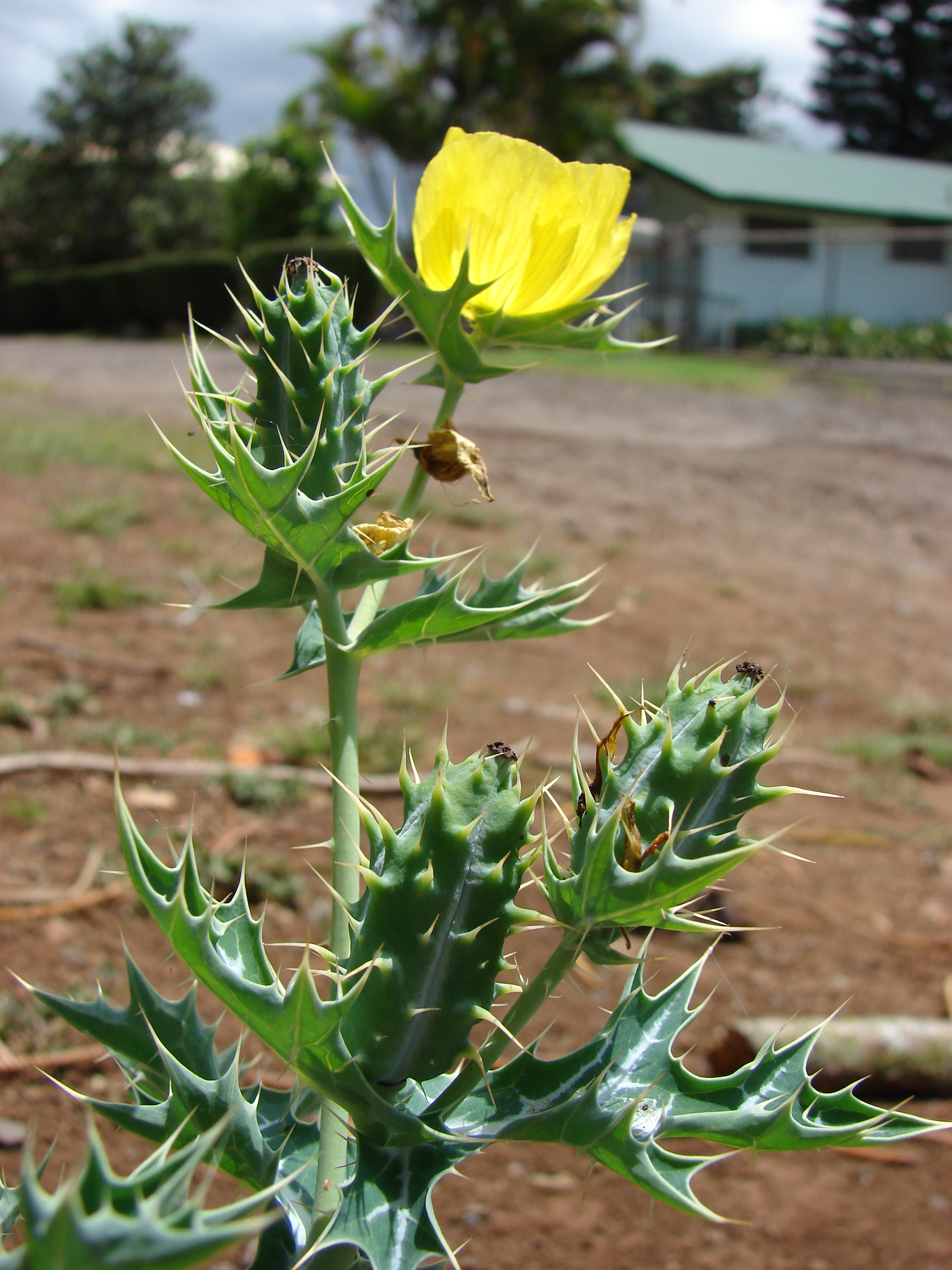
Květ a nezralé tobolky
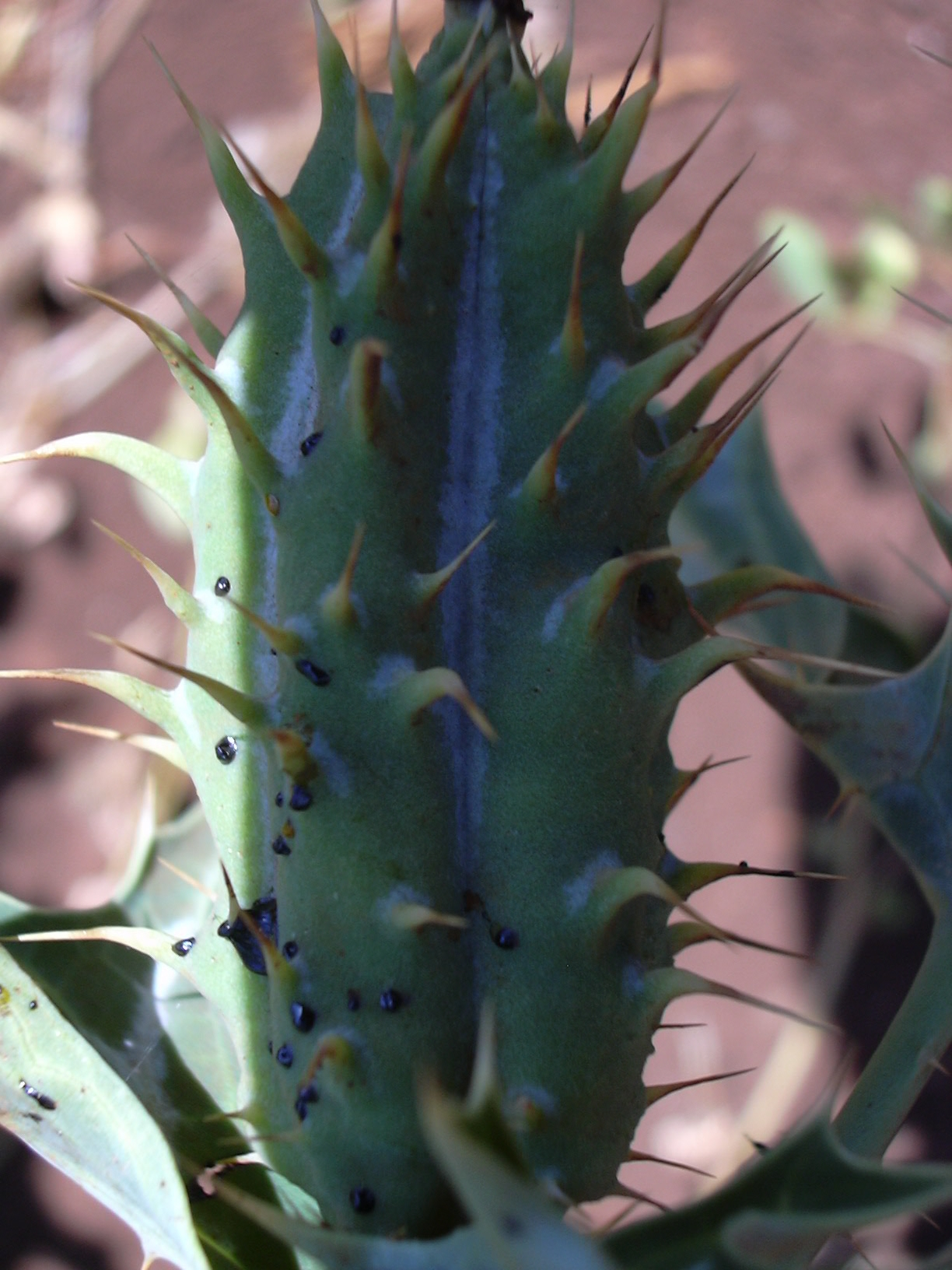
Tobolka